# Wally Rose
Wally Rose, né le 2 octobre 1913 à Oakland en Californie et décédé le 12 janvier 1997 à Walnut Creek en Californie, était un pianiste américain de jazz et de ragtime.

## Biographie
Wally Rose était l'un des principaux jazzman sur la scène de San Francisco durant les années 1940 et 1950. Il était pianiste dans le groupe de Lu Watters (en) et dans le Yerba Buena Jazz Band (en) dont il resta membre durant toute son existence de 1939 à 1950. Il joua ensuite avec Bob Scobey (en) (en 1951) et Turk Murphy (en) (1952-54), avant d'entamer sa carrière solo.

## Discographie
- Ragtime Piano Masterpieces (Columbia Records, 1953)
- Wally Rose (Good Time Jazz, 1953)
- Cake Walk to Lindy Hop (Columbia Records, 1955)
- Ragtime Classics (Good Time Jazz, 1958)
- Revisited (Stomp Off, 1982)